# Trường âm nhạc Manhattan
Trường Âm nhạc Manhattan (MSM) là một nhạc viện tư nhân ở Thành phố New York. Trường học này cung cấp các khóa học đào tạo bằng cử nhân, thạc sĩ và tiến sĩ trong các lĩnh vực biểu diễn và sáng tác nhạc cổ điển và nhạc jazz, cũng như bằng cử nhân về sân khấu âm nhạc.